# Равенство (Хиславичский район)
Равенство — бывшая деревня в Хиславичском районе Смоленской области России.
Находилась между современными деревнями Медведовка, Гороватка и Кукуевка.

## История
В 1978 году деревни уже не существовало, в справочнике отмечено, что она числилась в списках только до 1974 года.
В 1993 году деревня считалась, как прекратившая существование деревня Микшинского сельсовета Хиславичского района.